# Wayd
Wayd ist eine experimentelle Death-Metal-Band aus der Slowakei, die zwischen 1998 und 2007 vier Alben veröffentlicht hat.

## Bandgeschichte
Wayd schlossen sich 1994 aus der Thrash-Metal-Band Marion und der Death-Metal-Band Dysentery zusammen. 1995 wurde das erste Demo Shape of Your Mind im AD Micro Studio in Prešov aufgenommen. Zwei Jahre später wurde The Ultimate Passion aufgenommen und von Metal Age produziert. 2001 erschien das Album Barriers, das vor allem durch viele Death-Metal-Anteile geprägt war. Die dritte CD Decadance kam im Sommer 2002 auf den Markt, als bisher letztes Album erschien 2007 Ghostwalk.

## Stil
Auf der Grundlage von Thrash- und Death-Metal haben Wayd zahlreiche ungewöhnliche Einflüsse in ihrer Musik verarbeitet, so Jazz, Funk, lateinamerikanische Musik und Country. Auch die Instrumentierung ist ungewöhnlich, da sie neben klassischen Rockinstrumenten auch Saxophone einsetzen. Stilistische Vergleiche wurden häufiger mit den Bands Cynic, Atheist und Death gezogen.

## Diskografie
- 1995: Shape of Your Mind (Demo)
- 1998: The Ultimate Passion (Metal Age Productions)
- 2001: Barriers (Metal Age Productions)
- 2003: Decadance (Metal Age Productions)
- 2007: Ghostwalk (Hrom Records)